# Didymiandrum
Didymiandrum  Gilly  é um género botânico pertencente à família Cyperaceae.

## Espécies
- Didymiandrum flexifolium
- Didymiandrum guaiquinimae
- Didymiandrum stellatum